# بطولة الكونكاكاف 1963
بطولة الكونكاكاف 1963 (بالإنجليزية: 1963 CONCACAF Championship)‏ هي النسخة الأولى من بطولة الكونكاكاف والتي نُظّمت من قبل اتحاد أمريكا الشمالية والوسطى والكاريبي لكرة القدم.
حققت كوستاريكا لقب البطولة للمرة الأولى بعد تصدره الجولة النهائية برصيد 6 نقاط.